# 許乃權
許乃權（1956年12月15日—），生於中華民國福建省金門縣，退役中華民國陸軍少將。無黨籍。軍職退役後曾任金門縣政府社會局局長，曾參選立法委員與金門縣縣長但落選。因涉入鎮小江共諜案，經最高法院以違反《國家安全法》發展組織罪判決確定。2017年出獄，依規定每月仍領有新臺幣7萬多元的終身退休俸。

## 生平
許乃權畢業於陸軍軍官學校正期班第48期，曾任學員生指揮部指揮官。進入軍旅後，曾任陸軍步兵102旅（成功嶺）少將旅長、陸軍193聯兵旅（馬祖北竿）少將旅長。軍職退役後，許乃權將戶籍從台灣遷回金門。2007年7月6日，金門縣縣長李炷烽任命許乃權為金門縣政府社會局局長。2008年及2012年，許乃權兩次參選立法委員，皆落選。2014年九合一選舉，許乃權以無黨籍參選金門縣縣長落選。

## 間諜案
中國人民解放軍退役上尉鎮小江於2008年左右來台發展間諜組織，許乃權涉嫌引薦昔日軍中部屬參與其組織。2014年12月1日，許乃權被收押起訴；許乃權宣稱自己無罪且不認識鎮小江，其競選總部總幹事林永塘懷疑此案是因選舉恩怨遭人報復。
2015年9月1日，台北地方法院一審判決，以違反《國家安全法》判處鎮小江有期徒刑4年、許乃權有期徒刑3年。2016年4月27日，臺灣高等法院二審判決鎮小江有期徒刑4年、許乃權有期徒刑2年10個月；許乃權仍主張無罪，繼續上訴。2016年7月20日，最高法院駁回其上訴，全案定讞。2017年9月，許乃權服刑期滿出獄，續領終身退休俸；鎮小江則在服刑完畢、於2020年刑滿出獄後即遭驅逐出境。